# Dirección Territorial de Educación
La Dirección Territorial de Educación es un edificio de estilo modernista de  la ciudad española de Melilla. Está situado en el Ensanche Modernista de Melilla, en la calle Cervantes, y forma parte del Conjunto Histórico Artístico de la Ciudad de Melilla, un Bien de Interés Cultural.

## Historia
Fue construido en 1915 según proyecto del ingeniero militar Emilio Alzugaray y ampliado con dos nuevas plantas en los años 90.

## Descripción
Consta de planta baja y tres plantas, está construido con paredes de mampostería de piedra local y ladrillo macizo, con vigas de hierro y bovedillas de ladrillo tocho para los techos en la planta baja y principal. Sus fachadas cuentan con unos bajos muy alterados, originalmente con arcos, mientras la planta principal cuenta con balcones con rejas, ventanas enmarcadas con molduras sobre sus dinteles el mirador del chaflán, con su precioso coronamiento. más.